# 로즈 (1979년 영화)
로즈(The Rose)는 미국에서 제작된 마크 라이델 감독의 1979년 드라마 영화이다. 베트 미들러 등이 주연으로 출연하였고 애론 루소 등이 제작에 참여하였다.

## 출연

### 주연
- 베트 미들러
- 앨런 베이츠

### 조연
- 프레드릭 포레스트
- 베리 프리머스
- 산드라 맥케이브
- 데이빗 키스
- 해리 딘 스탠튼

## 제작진
- 미술: 리처드 맥도널드
- 세트: 브루스 웨인트롭
- 의상: 데오니 V. 알드리지
- 배역: 린 스터마스터